# Кубин, Рудольф
Рудольф Кубин (чеш. Rudolf Kubín, 10 января 1909, Острава — 11 января 1973, Острава) — чешский композитор, виолончелист и радиорежиссёр.

## Биография
Сын контрабасиста городской оперы. Начал играть на виолончели в любительском оркестре, с 1924 г. учился в Пражской консерватории у Юлиуса Юнека (виолончель) и Алоиса Хабы (композиция). Ещё студентом сочинил под руководством Хабы несколько пьес в четвертитоновой технике.
Окончив консерваторию в 1927 г., поступил виолончелистом в оркестр Чешского радио под руководством Отакара Еремиаша. В 1931 г. сочинил первую оперу — одноактную «Летнюю ночь» (чеш. Letní noc), предназначенную для исполнения по радио. В 1935 г. вернулся в Остраву и работал там до конца жизни. Он написал 300 песен за свою жизнь. 

## Сочинения
- оперы:
  - «Летняя ночь» (1931)
  - «Наши дикари» (1949)
  - «Лесорубы» (1954)
- оперетты:
  - «Жена — наследница мужа» (1930)
  - «Три мушкетера» (1931)
  - «Жених из прерии» (1932)
  - «Цирк жизни» (1934)
  - «Кавалер» (1935) и др.;
- Произведения для оркестра
  - симфония (1937)
  - 2 увертюры (1929, 1934)
  - симфониетта (1936)
  - Моравская рапсодия (1942)
  - цикл «Острава» (1953)
  - драматическая увертюра «Юлиус Фучик» (1954)
  - концерт для тромбона с оркестром (1937)
  - концерт для кларнета с оркестром (1939)
  - скрипичный концерт (1940)
  - виолончельный концерт (1960)
  - струнный квартет; кантаты
  - обработки валашских песен
- музыка к радиопостановкам и кинофильмам; эстрадные произведения.